# Zamek w Wittenberdze

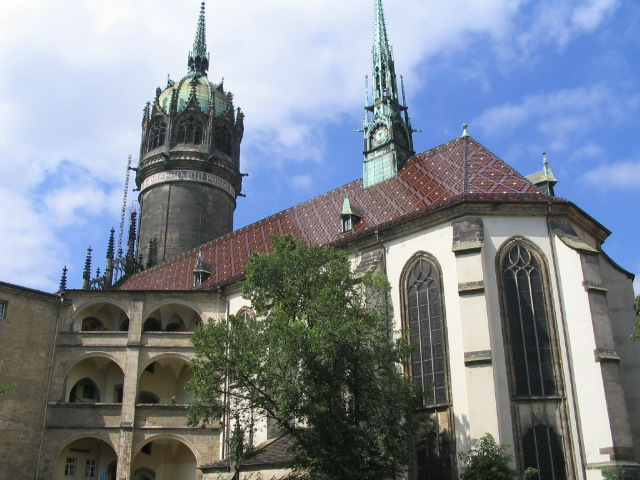
Widok na kościół zamkowy od strony południowo-wschodniej. Po lewej stronie fragment zamku

Zespół zamkowy w Wittenberdze – kompleks zabudowań znajdujący się w zachodniej części historycznej części miasta Wittenberga (Saksonia-Anhalt, Niemcy). Położony jest w pobliżu mokradeł koło rzeki Łaby. W skład zespołu wchodzą pozostałości po zamku oraz kościół zamkowy. 
Zamek, pierwotny gotycki z XIII w, został rozbudowany na siedzibę elektorów saskich jako trójboczny gmach z wewnętrznym dziedzińcem. Rezydencja uległa zniszczeniu w czasie wojny siedmioletniej w 1760 r. Został odbudowany w 1770 r. w stylu późnego baroku. Ponownie ucierpiał w trakcie działań wojennych w 1814 r., po czym został przekształcony w koszary dla stacjonującego w mieście wojska. Kolejne przebudowy pozbawiły niemalże całkowicie historycznej formy budynku. Zachowało się skrzydło zachodnie i częściowo południowe. W narożu od strony zewnętrznej skromna, cylindryczna baszta. W takim stanie zamek został zaadaptowany na muzeum (Riemer-Museum), w którym znajdują się zbiory związane z dziejami Wittenbergi. Ponadto w gmachu znajduje się schronisko młodzieżowe.

## Kościół zamkowy pw. Wszystkich Świętych
Obok, po północnej stronie zamku znajduje się kościół Wszystkich Świętych. Zbudowany w stylu gotyckim w XV w. przez Conrada Pflügera. Ponadto przy pracach nad wystrojem zamku i kościoła działali tacy artyści jak rzeźbiarz Tilman Riemenschneider, malarze Jacopo de’ Barbari oraz Albrecht Dürer. Kościół wraz z zamkiem gruntownie przebudowywano w XVIII i odbudowano w XIX wieku w duchu neogotyckim ze zniszczeń wojny siedmioletniej. Pracami renowacyjnymi kierował architekt Friedrich Adler. W kościele są pochowani Marcin Luter i Filip Melanchton, co upamiętniają skromne nagrobki. Od strony północnej znajduje się wejście, gdzie na dawnych drewnianych drzwiach Marcin Luter miał przybić swoje 95 tez. Wystrój w większości neogotycki. Wewnątrz m.in. portret Lutra, pędzla Lucasa Cranacha Młodszego, brązowa chrzcielnica wykonana przez P. Vischera z Norymbergi, późnogotyckie nagrobki Jana Stałego i Fryderyka Mądrego.